# Giovanni Pascoli
Giovanni Pascoli, född 31 december 1855 i San Mauro di Romagna, död 6 april 1912 i Bologna, var en italiensk poet.

## Biografi
Pascoli blev Giosuè Carduccis efterträdare som professor i italiensk litteratur i Bologna. Han försökte även bli dennes efterträdare som italiensk nationalskald med diktverk som Odi e inni (1906) och Poemi italici, i vilken han besjöng Italiens stora minnen och manade till patriotism. Som hans främsta verk räknas dock hans tidigare produktion med verk som Myricæ (1894) och Canti di Castelvecchio (1903), där han i korta lyriska fragment biktar sin kärlek till naturen och sin aldrig stillade sorg över den tragedi, som bröt sönder hans familj. Pascoli var även som metriker föregångare till följande poetgenerationer.